# 면제세
면제세(免除稅)는 국민이 국가에 부담해야 하는 일정한 의무를 면제하는 대신 부담하는 세금이다.
주로 징병제국가에서 병역의무자의 병역의무를 병역면제하는 대가로 부과한다.
또한 스위스에서와 같이 병역의무자가 병역 면제되는 대가로 면제세를 납부하는 것이 아니라 다른 사유의 병역면제된 병역의무자가 징병되어 실역에 복무하는 병역의무자와의 형평성을 위하여 면제세를 징세하는 일도 있다.
징병제를 하고 있는 대한민국에서도 간혹 면제세도입주장이 있으나 병역의무의 형평성 및 빈부격차의 갈등의 우려로 도입되고 있지 않다.
스위스에서와 같은 면제세도 대한민국에서의 병역면제자들은 대부분 중환자들이라 질병을 앓는 그들에게 면제세를 부과하는 것은 부당하다 하여 도입되고 있지 않다.